# Hirtodrosophila ussurica
Hirtodrosophila ussurica är en tvåvingeart som först beskrevs av Oswald Duda 1935.  Hirtodrosophila ussurica ingår i släktet Hirtodrosophila och familjen daggflugor. Inga underarter finns listade i Catalogue of Life.